# Wilde Jahre in Lawrenceville
Wilde Jahre in Lawrenceville ist eine US-amerikanische Filmkomödie aus dem Jahr 1950 von William A. Wellman mit Dean Stockwell und Darryl Hickman in den Hauptrollen. Der Film wurde von Metro-Goldwyn-Mayer produziert und basiert auf dem 1910 veröffentlichten Buch The Lawrenceville School Stories von Owen Johnson.

## Handlung
Eine Kleinstadt in New Jersey 1896. John Humperdinck Stover ist ein frühreifer Junge, der ständig für Ärger und Unruhe sorgt. Er wird von der öffentlichen Schule verwiesen und von seinem Vater auf eine Privatschule geschickt. Der Zeitungsverleger Samuel Stover hofft, dass diese Privatschule seinen Sohn zur Räson bringen wird. Die Hoffnung löst sich in Luft auf, als sein Sohn im Chemiesaal eine Explosion auslöst und erneut verwiesen wird. Die letzte Chance scheint eine Privatschule in Lawrenceville zu sein. 
Auf der Reise teilt sich John die Kutsche mit Mr. Hopkins. Der Junge erfindet fantastische Geschichten über seine Familie. Irgendwann greift er sich die Zügel und lässt die Pferde bis zur Schule galoppieren. Hier wird er ins Grüne Haus geschickt, einem Dormitorium, dessen Schüler seltsame Spitznamen tragen. Tough McCarthy, der Klassenälteste, tauft John in Dink um und stellt ihm seine zukünftigen Kameraden vor. Ein Junge namens White Mountain Canary verfolgt Dink über den Campus. Es kommt zu einer Prügelei, die Dink gewinnt. Auch den Kaffeebraunen Engel besiegt er, verliert jedoch gegen Tough. Er weigert sich, mit den Jungen Frieden zu schließen und wird so zu einem Außenseiter.
Die Sommerferien verbringt Dink im Strandhaus seiner Eltern. Mit seinen Freunden heckt er Streiche aus. Eines seiner Opfer ist die junge Connie Brown, die durch die Streiche der Jungen in Tränen ausbricht. Zum Ferienende ist Dink wieder bereit, seine Fehde mit Tough fortzuführen. Zu seiner Überraschung wird er bei seiner Ankunft in ein neues Dormitorium geschickt. Das Kennedyhaus wird von Mr. Hopkins geleitet, der von den Schülern Old Roman genannt wird. Dink freundet sich mit Big Man Smeed an, der ihm beim Lernen hilft. Seine Fehde mit Tough setzt Dink beim Football fort. Beim Training tackeln sich die beiden so hart, dass Hopkins Dink aus der Mannschaft nimmt.
Bei einem wichtigen Spiel blenden Tough und Dink ihre Feindschaft aus. Sie führen ihr Team zum Sieg, schließen Frieden und werden Freunde. Bei einer Prüfung verzichtet Dink auf seine geplante Schummelei, was ihm Hopkins Respekt einbringt. Als Dink am Ende des Schuljahres heimkommt, merken seine Eltern, dass er sich zu seinem Besten verändert hat.

## Produktion

### Hintergrund
Gedreht wurde der Film vom 12. September bis Ende November 1949 in den MGM-Studios in Culver City. Außenaufnahmen entstanden an der Lawrenceville School in Lawrenceville (New Jersey).

### Stab
Cedric Gibbons und Daniel B. Cathcart oblag die künstlerische Leitung. Edwin B. Willis und Henry Grace waren für das Szenenbild zuständig, Walter Plunkett für die Kostüme. Verantwortlicher Toningenieur war Douglas Shearer, Warren Newcombe sorgte für die Spezialeffekte. Edward H. Plumb leitete das Orchester.

### Besetzung
In kleinen nicht im Abspann erwähnten Nebenrollen traten Irving Bacon, Hamilton Camp, Elinor Donahue als Connie Brown, Dwayne Hickman, Matt Moore, Phyllis Morris und Robert Wagner in seinem Filmdebüt auf.

## Veröffentlichung
Die Premiere des Films fand am 7. Juli 1950 statt. In der Bundesrepublik Deutschland wurde er am 2. August 1993 im deutschen Fernsehen ausgestrahlt.

## Kritiken
Der Filmkritiken-Aggregator Rotten Tomatoes hat in einer Auswertung ein Publikumsergebnis von 86 Prozent positiver Bewertungen ermittelt.
Das Lexikon des internationalen Films schrieb: „Unterhaltsame Komödie ohne sonderlichen Tiefgang, die von einigen hübschen Einfällen und der Spielfreude des jungen Hauptdarstellers zehrt.“
Die Filmzeitschrift Cinema befand: „Spaziergang auf dem Pfad der Erinnerungen.“